# Anoxia
Anoxia (Laporte, 1832) è un genere di coleotteri appartenenti alla sottofamiglia Melolonthinae che comprende 34 specie in tre sottogeneri.

## Descrizione

### Adulto
Gli adulti delle specie appartenenti al genere Anoxia, possono raggiungere una lunghezza variabile a seconda della specie. Non presentano colori sgargianti ma possono riportare delle striature sulle elitre come nel caso di Anoxia orientalis e Anoxia matutinalis. Le zampe sono relativamente lunghe ma non consentono all'insetto di correre veloce. La testa presenta due occhi composti di media grandezza e due antenne molto corte; è proprio dalle antenne che si possono riconoscere maschi e femmine delle specie: i maschi presentano dei ciuffi all'estremità delle antenne, mentre le femmine ne sono sprovviste. Le specie del genere Anoxia, non presentano corna.

### Larva
Le larve, sono della tipica forma a "C", e presentano la testa e le tre paia di zampe sclerificate. Ovviamente sono sprovviste di ali e, lungo i fianchi, presentano dei forellini chitinosi utilizzati dall'insetto per respirare. La testa presenta due poderose mandibole mentre le antenne sono quasi del tutto scomparse.

## Biologia

### Adulto
Gli adulti delle specie del genere Anoxia sfarfallano a primavera inoltrata: durante i pochi mesi di vita adulta non si nutrono, ma consumano tutte le energie accumulate nello stadio larvale per la ricerca di un partner. Sono di abitudini notturne e sono molto facilmente attratte dalle luci artificiali. Questi insetti non sono volatori molto abili e faticano a decollare in spazi ristretti. Sono visibili soprattutto vicino alle coste. Se minacciati gli adulti emettono, sfregando le ali con l'estremità delle elitre, un suono stridente, ma non sono in alcun modo insetti offensivi e li si può prendere in mano con tranquillità.

### Larva
Le larve si nutrono delle radici di piante erbacee. Schiudono le uova dopo, circa 15 giorni dalla deposizione. Lo stadio larvale dura 2 anni e si può dividere in tre fasi: L1, L2 ed L3 in ordine di dimensioni. Dopo lo stadio larvale L3 la larva si trasforma in pupa. In questa fase la larva forma i tratti anatomici propri dell'adulto come zampe ed ali. La fase di pupa avviene in un bozzolo scavato in precedenza dalla larva stessa.

## Distribuzione e habitat
Questi scarabei si trovano soprattutto nella regione paleartica.
Prediligono ambienti sabbiosi, come le spiagge.

## Tassonomia
Il genere Anoxia contiene le seguenti specie:
- Anoxia affinis
- Anoxia africana
- Anoxia arenbergeri
- Anoxia asiatica
- Anoxia australis
- Anoxia baraudi
- Anoxia caphtor
- Anoxia ciliciensis
- Anoxia cingulata
- Anoxia cretica
- Anoxia cypria
- Anoxia derelicta
- Anoxia desbrochersi
- Anoxia emarginata
- Anoxia hirta
- Anoxia hungarica
- Anoxia kocheri
- Anoxia kraatzi
- Anoxia laevimacula
- Anoxia lodosi
- Anoxia luteipilosa
- Anoxia maculiventris
- Anoxia makrisi
- Anoxia maldesi
- Anoxia matutinalis
- Anoxia mavromoustaksi
- Anoxia moltonii
- Anoxia monacha
- Anoxia naviauxi
- Anoxia niceaensis
- Anoxia nigricolor
- Anoxia noctuabunda
- Anoxia orientalis
- Anoxia pasiphae
- Anoxia pilosa
- Anoxia rattoi
- Anoxia reisseri
- Anoxia rotroui
- Anoxia sardoa
- Anoxia scutellaris
- Anoxia smyrnensis
- Anoxia tristis
- Anoxia villosa